# Polonia en los Juegos Europeos de Cracovia 2023
Polonia participó en los Juegos Europeos de Cracovia 2023 con un equipo de 395 deportistas. Responsable del equipo nacional fue el Comité Olímpico Polaco.

## Medallistas
El equipo de Polonia obtuvo las siguientes medallas:
| Nombre                                                                    | Deporte               | Competición                   |
| ------------------------------------------------------------------------- | --------------------- | ----------------------------- |
| Oro                                                                       |                       |                               |
| Wojciech Nowicki                                                          | Atletismo             | Martillo M                    |
| Ewa Swoboda                                                               | Atletismo             | 100 m F                       |
| Pia Skrzyszowska                                                          | Atletismo             | 100 m vallas F                |
| Natalia Kałucka                                                           | Escalada              | Velocidad F                   |
| Michał Siess                                                              | Esgrima               | Florete individual M          |
| Julia Walczyk-Klimaszyk                                                   | Esgrima               | Florete individual F          |
| Robert Krasoń                                                             | Kickboxing            | Full contact –86 kg M         |
| Martyna Kierczyńska                                                       | Muay thai             | –54 kg F                      |
| Karolina Naja Anna Puławska                                               | Piragüismo            | K2 500 m F                    |
| Adrianna Kąkol Karolina Naja Anna Puławska Dominika Putto                 | Piragüismo            | K4 500 m F                    |
| Dorota Borowska                                                           | Piragüismo            | C1 200 m F                    |
| Dawid Kubacki                                                             | Salto en esquí        | Trampolín grande individual M |
| Klaudia Breś                                                              | Tiro                  | Pistola 10 m F                |
| Plata                                                                     |                       |                               |
| Albert Komański                                                           | Atletismo             | 200 m M                       |
| Natalia Kaczmarek                                                         | Atletismo             | 400 m F                       |
| Marika Popowicz-Drapała Monika Romaszko Magdalena Stefanowicz Ewa Swoboda | Atletismo             | 4 × 100 m F                   |
| Maks Szwed Anna Kiełbasińska Igor Bogaczyński Natalia Kaczmarek           | Atletismo             | 4 × 400 m mixto               |
| Equipo                                                                    | Atletismo             | División I                    |
| Aleksandra Mirosław                                                       | Escalada              | Velocidad F                   |
| Krzysztof Kaczkowski                                                      | Esgrima               | Sable individual M            |
| Martyna Swatowska-Wenglarczyk                                             | Esgrima               | Espada individual F           |
| Oskar Siegert                                                             | Muay thai             | –67 kg M                      |
| Roksana Dargiel                                                           | Muay thai             | –51 kg F                      |
| Aleksander Kitewski Sylwia Szczerbińska                                   | Piragüismo            | C2 200 m mixto                |
| Dariusz Popiela Michał Pasiut Mateusz Polaczyk                            | Piragüismo en eslalon | K1 por equipos M              |
| Klaudia Zwolińska                                                         | Piragüismo en eslalon | K1 individual F               |
| Klaudia Zwolińska                                                         | Piragüismo en eslalon | C1 individual F               |
| Equipo                                                                    | Rugby 7               | Torneo F                      |
| Aleksandra Kowalczuk                                                      | Taekwondo             | +73 kg F                      |
| Adrian Duszak                                                             | Teqball               | Individual M                  |
| Natalia Kochańska                                                         | Tiro                  | Rifle 3 posiciones 50 m F     |
| Equipo                                                                    | Tiro                  | Pistola 25 m por equipo F     |
| Bronce                                                                    |                       |                               |
| Norbert Kobielski                                                         | Atletismo             | Salto de altura M             |
| Equipo                                                                    | Baloncesto 3×3        | Torneo M                      |
| Mateusz Bereźnicki                                                        | Boxeo                 | Pesado (92 kg) M              |
| Elżbieta Wójcik                                                           | Boxeo                 | Medio (75 kg) F               |
| Marcin Dzieński                                                           | Escalada              | Velocidad M                   |
| Miłosz Sabiecki                                                           | Karate                | Kumite –67 kg M               |
| Michał Bąbos                                                              | Karate                | Kumite –84 kg M               |
| Oskar Sobański                                                            | Kickboxing            | Full contact –63,5 kg M       |
| Jakub Pokusa                                                              | Kickboxing            | Full contact –75 kg M         |
| Kinga Szlachcic                                                           | Kickboxing            | Full contact –60 kg F         |
| Karolina Juja                                                             | Kickboxing            | Full contact –70 kg F         |
| Jakub Rajewski                                                            | Muay thai             | –71 kg M                      |
| Dominika Filec                                                            | Muay thai             | –60 kg F                      |
| Aleksander Kitewski Norman Zezula                                         | Piragüismo            | C2 500 m M                    |
| Adrian Duszak Marek Pokwap                                                | Teqball               | Dobles M                      |
| Alicja Bartnicka Ewa Kamińska                                             | Teqball               | Dobles F                      |
| Marek Pokwap Alicja Bartnicka                                             | Teqball               | Dobles mixto                  |
| Equipo                                                                    | Tiro                  | Rifle 10 m por equipo F       |